# Gisela May
Gisela May, född 31 maj 1924 i Wetzlar i Hessen, död 2 december 2016 i Berlin, var en tysk sångerska och skådespelare, främst känd som uttolkare av tyska kabarésånger av bland andra Bertolt Brecht och Kurt Weill. 2002 förärades hon Bundesverdienstkreuz.